# 遼東屬國
辽东属国，中国东汉、曹魏时设置的行政区。
汉安帝时分辽东、辽西两郡地置，治所在昌黎县。辖境相当今辽宁省西部大凌河中下游一带。属幽州。 
乌桓和鲜卑等边境民族给代，上谷，渔阳等郡带来的边患与其设立有密切关系。其管辖区相对于本郡而言，征税和劳役的程度较低，汉朝政府通过这种相对宽松的制度来安抚这些汉族人口比例较低的地区。 
东汉末省。三国魏正始五年（244年）复置，不久改为昌黎郡。 